# 2024년 뉴저지 지진
2024년 뉴저지 지진(2024 New Jersey earthquake)은 2024년 4월 5일 오전 10시 23분경(동부 표준시 EDT 기준) 미국 뉴저지주 턱스베리 타운십 지역에서 일어난 모멘트 규모 Mw4.8의 지진이다. 이 지진은 뉴욕, 필라델피아, 워싱턴 D.C. 대도시권과 버지니아주에서 메인주까지 미국 동북부 대부분에서 흔들림이 느껴질 정도였으나 뉴저지주와 뉴욕주에는 피해를 입히지 않은 경미한 지진이다. 지진 발생 후 일주일 간 수십 차례의 여진이 발생했다.
이 지진은 1783년 뉴저지에서 발생한 Mfa5.3의 지진 이후 뉴저지주에서 발생한 가장 큰 규모의 지진이며 1884년 8월 10일 규모 M5.0으로 추정되는 지진 이후 뉴욕을 흔든 지진 중 규모가 가장 큰 지진이다.

## 지질학적 환경
지진의 원인은 아직 밝혀지지 않았지만 미국 펜실베이니아주에서부터 뉴욕주까지 이어지는 트라이아이스기 후기 초대륙 판게아가 쪼개지면서 해체되면서 형성된 구조인 래머포 단층에서 발생했다고 추정된다. 또 다른 가능성으로는 같은 지역에 있는 더 젊은 단층인 플레밍턴 단층에서 발생했을 수도 있다. 지진은 이전에 단층 존재가 확인되었던 지역에서 발생했으며 언제라도 다시 활단층이 될 가능성이 있느 지역에서 발생했다.
뉴저지의 화이트하우스 스테이션은 2024년 3월 14일에도 지진이 한 차례 발생했던 적이 있다. 미국 지질조사국(USGS)은 이 당시 지진을 이번 지진과 연관성이 있다고 평가했다.

## 지진
지진 규모는 모멘트 규모로 Mw4.8, 진원 깊이는 4.7 km이다. 진앙은 미국 뉴저지주 턱스베리 타운십 지역인 40.689°N 74.754°W 좌표로 올드윅에서 북쪽으로 약 1.6 km, 레바논에서 동쪽으로 약 8 km 지점이다. 지진의 흔들림은 북쪽의 메인주에서부터 워싱턴 D.C., 남쪽으로는 버지니아주 노퍽에서까지 미국 동북부 대부분에서 느껴졌다.
4월 7일까지 총 34차례의 여진이 발생했으며 이 중 가장 큰 규모의 여진은 현지 시각 기준 17시 59분경 글래드스톤에서 약 6 km 떨어진 지점에서 발생한 규모 M3.8의 지진이다. 미국 지질조사국은 첫 지진 발생 후 일주일 이내에 규모 M3 이상의 여진이 발생할 확률을 46%, 규모 M5 이상 본진보다 더 강한 지진이 발생할 확률을 약 3%라고 추정했다.

## 피해
지진으로 뉴욕, 필라델피아, 롱아일랜드의 여러 건물이 흔들렸다. 미국 지질조사국은 이 지역에서 약 4,200만명의 사람들이 지진의 흔들림을 느꼈을 것이라고 추정했다.
지진으로 뉴욕 맨해튼의 유엔 본부에서 열린 이스라엘-하마스 전쟁과 관련된 유엔 안전 보장 이사회 회의가 긴급 중단되었고, 뉴욕 필하모닉 공연은 지진이 감지된 지 약 40분 후인 11시 2분에 전송된 휴대폰 경보가 한데 울려 공연이 일시적으로 중단되었다. 지진으로 뉴욕 로클랜드군과 뉴저지주 모리스타운 행정청사에서 가스 누출이 보고되었다. 뉴욕 헌팅턴에서는 지진 직후 차량이 싱크홀에 빠져 파손되었다.
지진으로 뉴욕시 전역에서 건물 150채 이상이 피해를 입었고 이스트뉴욕의 학교 체육관도 피해를 입었다. 뉴저지주 뉴어크 제7번가에 있는 3층짜리 주택 4채가 지진으로 피해를 입었다. 지진으로 주민 28명이 피난을 갔지만 사상자는 없었다. 주택 중 3채가 "부분적으로 붕괴"되어 이후 철거되었다. 264년 된 테일러스 밀 역사지구 건물 상부가 도로로 떨어졌다. 또한 지진으로 뉴저지주 에식스군과 모리스군에서 수도관이 끊어지는 피해가 있었다.
펜실베이니아주에서는 지진으로 북동부 필라델피아의 한 주택에서 유일하게 구조적 피해를 입었음이 확인되었다.

## 여파

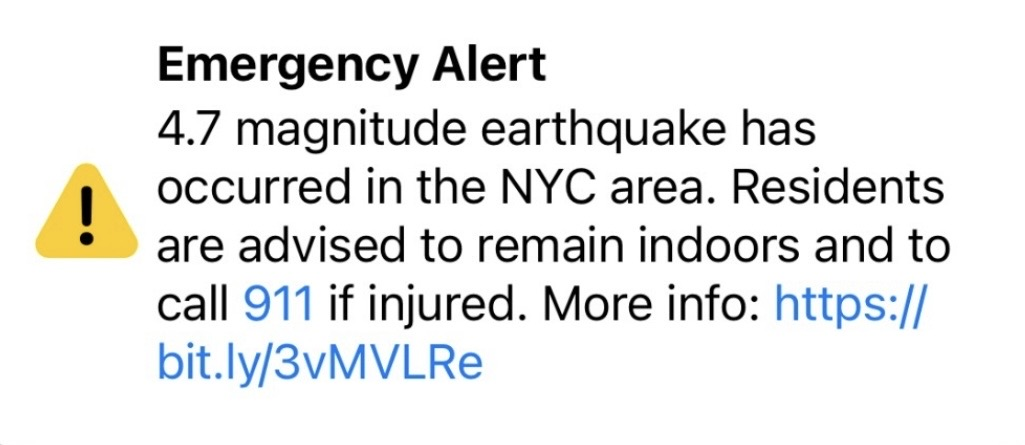
지진 발생 40분 후 발송되었던 무선 긴급 경보(WEA)의 모습

미국 연방항공국은 뉴어크 리버티 국제공항, 필라델피아 국제공항, 존 F. 케네디 국제공항의 국제 항공편 운행 전면 중단을 명령했다. 볼티모어 워싱턴 서굿 마셜 국제공항, 라과디아 공항, 테터보로 공항에서는 항공편 도착이 지연되었다. 뉴어크 리버티 국제공항의 항공 교통 관제탑에서는 직원이 긴급히 배피했다. 뉴어크 공항으로 향하던 항공편 5개 편이 앨런타운의 리하이 밸리 국제공항으로 우회했다.
뉴욕시 주민들은 지진 발생 26분 후에야 처음으로 노티파이 NYC 가입자들에게 긴급 경보가 전송되었다. 이보다 더 늦게 더 넓은 지역에 무선 긴급 경보(WEA)가 발송되었으며 뉴욕 주민들은 대략 지진 발생 40분 후에야 WEA를 받았다고 말했다. 비판이 쏟아지자 뉴욕시 비상관리국장 잭 이스콜은 기자회견에서 "20분은 공공경보로 따지면 매우 빠른 시간"이라며 지진이 실제로 일어났는지 확인하기 위해 시간이 좀 소요되었다고 말했다.
PATCO 스피드라인은 "충분한 주의를 기울여" 점검하기 위해 일시적으로 운행을 중단한다고 밝혔다. 암트랙은 동북부 전역에서 선로 손상 여부를 검사하기 위해 열차 속도를 제한했고, 뉴저지 트랜싯의 전 노선은 선로 점검으로 인해 최대 20분간 열차가 지연되었다. 뉴어크 리버티 국제공항을 다니는 에어트레인 뉴어크도 선로 점검을 위해 일시적으로 운행을 중단했다.
허드슨강을 횡단하는 주요 교통로인 홀랜드 터널은 현지 시각 기준 11시부터 11시 15분까지 점검을 위해 잠시 폐쇄되었다. 위호켄에서 교통량 우회를 책임지던 링컨 터널도 지진으로 일시 폐쇄되었다.
지진 발생 수 시간 만에 맨해튼의 한 맞춤 티셔츠 가게에서 "나는 2024년 4월 5일 뉴욕 지진에서 살아남았다"(I survived the NYC earthquake April 5, 2024.)라는 문구가 걸린 농담성 기념 티셔츠를 인쇄하기 시작했다. 이 가게는 상품을 상점 창문에 걸어놓았고 한 행인이 사진을 찍어 소셜 미디어 서비스에 널리 공유하면서 수백 장이 판매되었다.

## 같이 보기
- 2024년 지진
- 미국의 지진
- 2011년 버지니아 지진